# Dyniogłowy: W proch się obrócisz
Dyniogłowy: W proch się obrócisz (ang. Pumpkinhead: Ashes to Ashes) - trzecia część horroru opowiadającego historię demonicznego mściciela Dyniogłowego w reżyserii Jake’a Westa.

## Obsada
- Doug Bradley - Doc Fraser
- Douglas Roberts - Bunt Wallace
- Lisa McAllister - Dahlia Wallace
- Lance Henriksen - Ed Harley
- Dan Astileanu - szeryf Bullock
- Lynne Verrall - Haggis

## Fabuła
Od ostatniego przywołania przez Eda Harleya demonicznego mściciela Dyniogłowego minęły już ponad dwie dekady. Kiedy mieszkańcy małej osady na południu USA odkrywają, że miejscowy lekarz sprzedawał organy ich bliskich, cała społeczność zwraca się do Haggis, miejscowej wiedźmy. Wspólnie przywołują gniew strasznego demona i domagają się zemsty. Bestia sieje spustoszenie niszcząc wszystko i wszystkich na swojej drodze. Po dwudziestu latach Dyniogłowy wraca, by wyrównać rachunki.